# Thalassodes dorsipunctata
Thalassodes dorsipunctata là một loài bướm đêm trong họ Geometridae.